# Match à mort
Pour les articles homonymes, voir DM.
 (décembre 2014).
Si vous disposez d'ouvrages ou d'articles de référence ou si vous connaissez des sites web de qualité traitant du thème abordé ici, merci de compléter l'article en donnant les références utiles à sa vérifiabilité et en les liant à la section « Notes et références ».

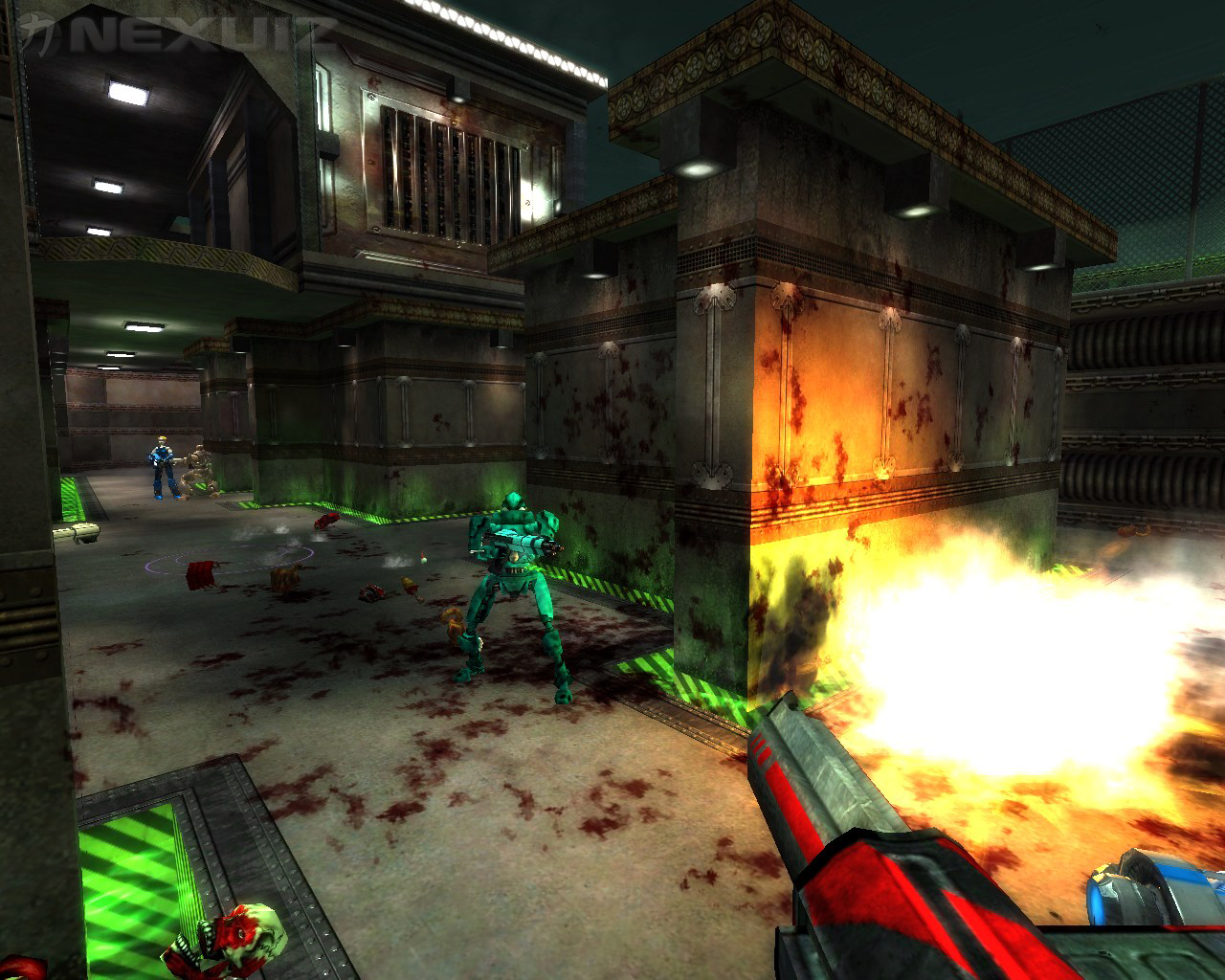
Nexuiz, un jeu de tir à la première personne et jouable en multijoueur.

Le match à mort (en anglais : « Deathmatch », abrégé en DM) ou « combat à mort », aussi nommé Free-for-all (abrégé en FFA, en français : « ouvert à tous » ou « libre pour tous ») est un mode de jeu de jeu vidéo joué principalement en multijoueur et dans des jeux de tir à la première personne.
Le but est d'éliminer (« fragger ») le plus de joueurs adverses possible jusqu'à ce qu'une certaine condition soit remplie, généralement une limite de temps (timelimit) ou de frags (fraglimit).
Le « match à mort » peut aussi se jouer en équipe ; on parle alors de Team deathmatch.

## Historique
Le terme de « match à mort » fut trouvé au début des années 1990 par le développeur de jeu vidéo John Romero, lorsque lui et son collègue John Carmack travaillaient sur le multijoueur en réseau local (LAN) du jeu vidéo Doom.
Néanmoins, les jeux possédant un mode similaire à l'époque n'utilisèrent pas tout de suite ce terme, qui ne devint réellement populaire qu'avec la série des Quake (notamment Quake III Arena) et des Unreal Tournament à la fin des années 1990,.
En effet, en 1983, Drew Major (en) et Kyle Powell ont probablement joué au tout premier « match à mort » sur Snipes (en), un jeu en mode texte (« Text-mode game »), même si les jeux multijoueur sur différents écrans existaient déjà neuf ans avant avec Spasim et Maze War.

## Déroulement
Les joueurs évoluent dans un niveau bien délimité (souvent appelé « arène » ou map en anglais) où sont disséminés plusieurs armes, objets, et bonus de puissance et d'utilité variable (unités de soin, d'énergie, d'armure, équipements spéciaux — comme le Quad Damage dans Quake III).
Lorsqu'un joueur meurt, celui-ci ressuscite aléatoirement et (quasi) immédiatement à un endroit de la carte (on dit qu'il respawn), mais en perdant toutes les armes et bonus qu'il avait accumulés. Il suffit à un joueur de toucher ou de marcher sur les armes et autres bonus pour se les approprier. À ce moment, l'objet disparaît (puisque le joueur l'a emporté) un moment avant de réapparaître, généralement au même endroit, au bout d'un temps donné. Parfois le bonus ne disparaît pas, comme une arme nouvelle par exemple.
Lorsque la condition de départ est remplie (quand le fraglimit ou le timelimit est atteint), le match se termine et la personne qui obtient le plus gros score (celle qui possède le plus de « frags ») est déclarée vainqueur. En règle générale, un joueur peut se connecter à une partie en cours sans attendre la fin du match (on parle alors de « Free-for-all », une partie « ouverte à tous », littéralement « libre pour tous »).
Quelques jeux donnent un nom différent à ces types de matchs. Par exemple, le match à mort est appelé « Slayer » dans Halo et « Combat » dans Perfect Dark, mais le principe reste le même.

## Variantes
Il existe des « matchs à mort » en équipe (Team Deathmatch), où les joueurs sont répartis en deux équipes (voir plus). L'équipe qui a fait le plus de « frags » gagne. Les coéquipiers peuvent s'entre-tuer ou non, selon les règles en vigueur du jeu. Lorsqu'un joueur tue un allié (« team kill »), son propre score et donc le score de son équipe perdent un point. Lorsque le joueur se contente de blesser un coéquipier, on parle de « friendly fire » (« blessure alliée ») mais cela n'entraîne en général aucune sanction.
Une autre variante du deathmatch est le Capture the flag (abrégé en CTF ; en français : « Capture du drapeau ») où les joueurs, répartis en deux équipes, doivent rapporter le drapeau de l'équipe adverse dans leur base.
Il existe d'autres formes de combats à mort en dehors des jeux de tir à la première personne, comme celui de la série des Super Smash Bros.